# اندیس فره دره ۱
فره دره ۱ یک اندیس فلزی است که در حوالی شهر ابهر استان قزوین قرار دارد و مادهٔ معدنی موجود در آن، مس است.  